# Leaellynasaura
Leaellynasaura amicagraphica
Genre
Espèce
Leaellynasaura est un genre éteint de dinosaures ornithopodes de la famille des hypsilophodontidés, ayant vécu en Australie à la fin du Crétacé inférieur il y a environ 115 Ma.
Une seule espèce est connue, l'espèce type Leaellynasaura amicagraphica.

## Description
C'était un petit herbivore, l'un des rares dinosaures à porter un nom de femelle (autre exemple : Maiasaura). Il mesurait de deux à trois mètres de long pour 80-100 cm de haut.
Ses principaux fossiles ont été découverts en 1987 sur le site de Dinosaur Cove au sud-est de l'Australie par les paléontologues Thomas et Patricia Rich, qui lui donnèrent le nom de leur fille Leaellyn née en 1978.

## Biologie
Une hypothèse encore non-vérifiée par les chercheurs est que Leaellynasaura pouvait hiberner en groupe dans des arbres creux, des grottes ou des terriers. En effet, il y a entre 200 et 100 Ma, le site de « Dinosaur Cove » au sud de l'Australie était bien plus proche du pôle Sud, et bien que le climat global était plus chaud que de nos jours, de sorte qu'aucune glace ne recouvrait les deux pôles terrestres, les longues nuits d'hiver polaire, interrompant la croissance des végétaux, devaient être froides et peut-être même glacées.
Leaellynasaura a été considéré comme l'un des dinosaures qui possédait les plus grands yeux par rapport à sa tête, peut-être une adaptation à la faible luminosité des nuits polaires, mais en 2010 cette hypothèse a été remise en question car le spécimen étudié serait en fait un juvénile, classiquement caractérisé par des orbites relativement grandes par rapport aux dimensions du crâne.